# Kiril Christov

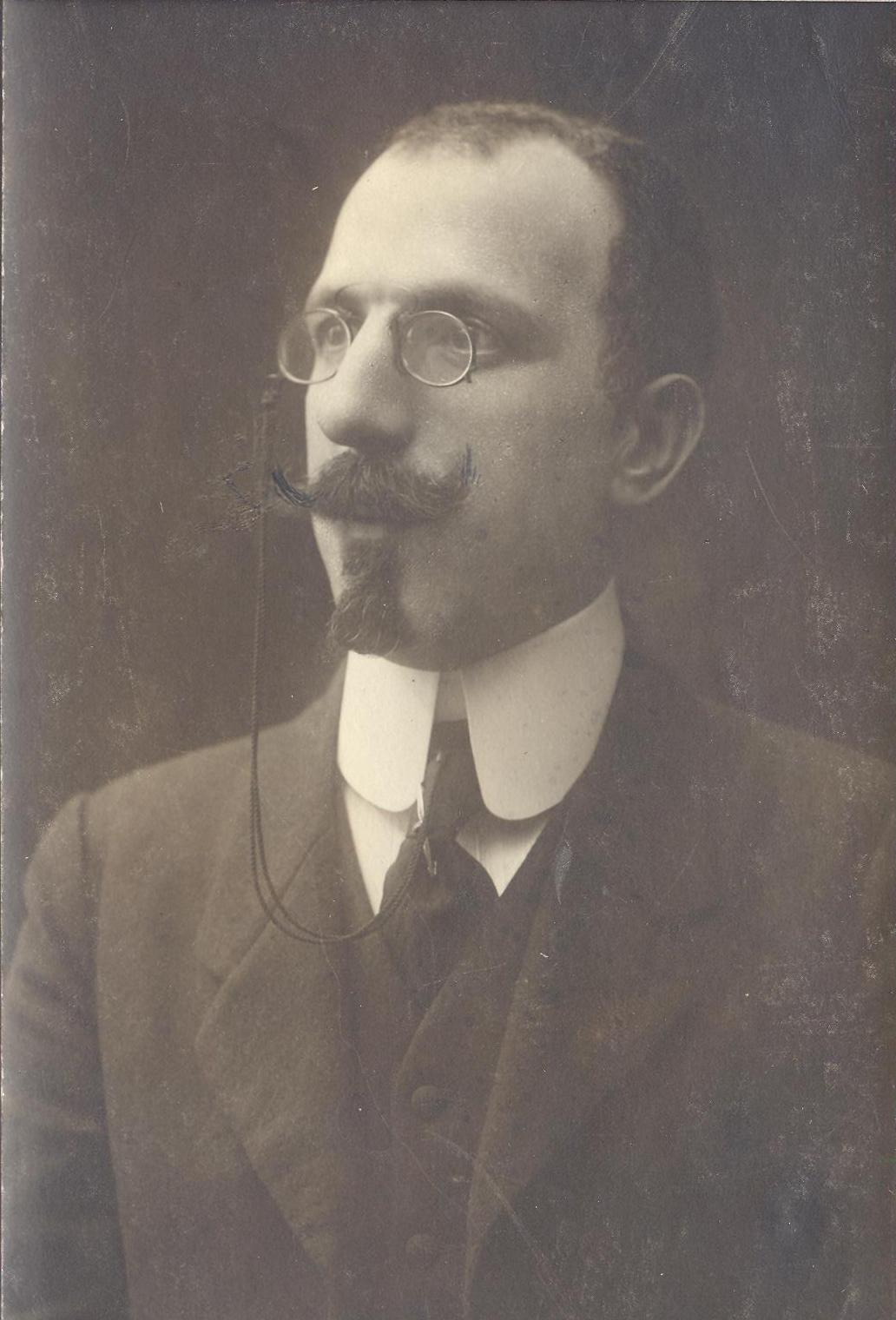
Kiril Christov

Kiril Christov, född 1875, död 1944, var en bulgarisk poet.
Christov debuterade med diktboken Morgonrodnadens hymner. Den följdes av diktsamlingen "Stilla dikter" och därefter balladsamlingen "Hymner om livet och döden". Han utgav senare diktsamlingarna "Tsariska sonetter" och "Intermezzo". Under första världskriget ägnade han sig åt fosterländskt diktande. Christov har även författat skådespel, som "Bojan trollkarlen", med motiv från bulgarisk historia.
Två av Christovs dikter översattes i tolkning av Hannes Sköld 1923.